# Anolis ahli
Anolis ahli (аноліс Аля) — вид ігуаноподібних ящірок родини анолісових (Dactyloidae). Ендемік Куби. Вид названий на честь німецького зоолога Ернста Аля.

## Поширення і екологія
Аноліси Аля мешкають в горах Сьєрра-де-Тринідад на заході центральної Куби. Вони живуть в тропічних лісах в передгір'ях. Живляться комахами та іншими безхребетними, відкладають яйця.

## Збереження
МСОП класифікує цей вид як такий, що перебуває під загрозою зникнення. Anolis ahli загрожує знищення природного середовища.